# Friedrich von Rabenau
Friedrich von Rabenau (10 de octubre de 1884 - 15 de abril de 1945) fue un soldado de carrera alemán, general, teólogo y opositor al Nacional Socialismo.

## Biografía
Friedrich von Rabenau nació en Berlín, siendo el hijo del médico Friedrich von Rabenau (1847-1885) y de Wally, nacida Noebel. Se alistó en el Ejército prusiano en 1903 como miembro del 72.º Regimiento de Artillería de Campo (estacionado en Danzig), sirvió en la I Guerra Mundial, y permaneció en el Reichswehr de la República de Weimar. En 1936, von Rabenau fue asignado por el entonces jefe del estado mayor, Generaloberst Ludwig August Theodor Beck, para fundar (a partir del Reichsarchiv) el primer archivo central del Ejército alemán, en Potsdam. Adecuado para la tarea, Rabenau se esforzó en evitar falsificaciones ideológicas con una diligencia científica en la recopilación de fuentes que era insuperable.
Sus creencias cristianas lo llevaron a unirse pronto a la oposición al Nazismo. Von Rabenau era Caballero de Justicia (Rechtsritter) en la Orden de San Juan. Como protestante cristiano y general, solicitó con éxito al Reichsführer SS Heinrich Himmler permiso para hacerse cargo de la Abadía de María Laach, que había sido confiscada al Cardenal católico Graf von Galen en Münster. Von Rabenau no se unió a ningún grupo de la resistencia, aunque actuó como conducto entre el Generaloberst Ludwig Beck y Carl Friedrich Goerdeler, a quien conocía de su tiempo como Abteilungskommandeur (Comandante de Sección) en Königsberg (ahora Kaliningrado).
A mediados de 1942 von Rabenau fue liberado de su puesto, transferido a la Führerreserve (una clasificación para oficiales de alto rango sin ocupación que a menudo fue utilizada por Hitler para echar a un lado a los oficiales con los que se sentía a disgusto) con su actual rango de General der Artillerie (General de Artillería), y así enviado a un prematuro retiro. Estudió teología protestante en la Universidad de Berlín y en 1943 fue hecho Licenciado en Teología, escribiendo su disertación sobre la capellanía militar.
Von Rabenau fue arrestado como consecuencia del complot que culminó en el atentado contra la vida de Hitler el 20 de julio de 1944. El 15 de abril de 1945, sin haber sido acusado o juzgado, el General von Rabenau, uno de los últimos reclusos restantes en el campo de concentración de Flossenbürg, recibió un disparo por órdenes específicas de Himmler. La orden de ejecución fue emitida por el Jefe de la Gestapo Heinrich Müller con órdenes adicionales de informar de su muerte como resultado de un ataque aéreo aliado a baja altura. El Memorial de Flossenburg erróneamente da como fecha del asesinato judicial de von Rabenau el 9 de abril de 1945. Le sobrevivieron su esposa Eva Kautz y sus dos hijas.

## Condecoraciones
- Caballero de Justicia de la Orden de San Juan[5][6]
- Cruz de Hierro de 1914, 1.ª y 2.ª clase[5]
- Cruz de Caballero de la Orden de Hohenzollern con Espadas[5]
- Cruz de Federico[5]
- Cruz al Mérito Militar, 3.ª clase con Decoración de Guerra (Austria-Hungría)[5]

## Obras

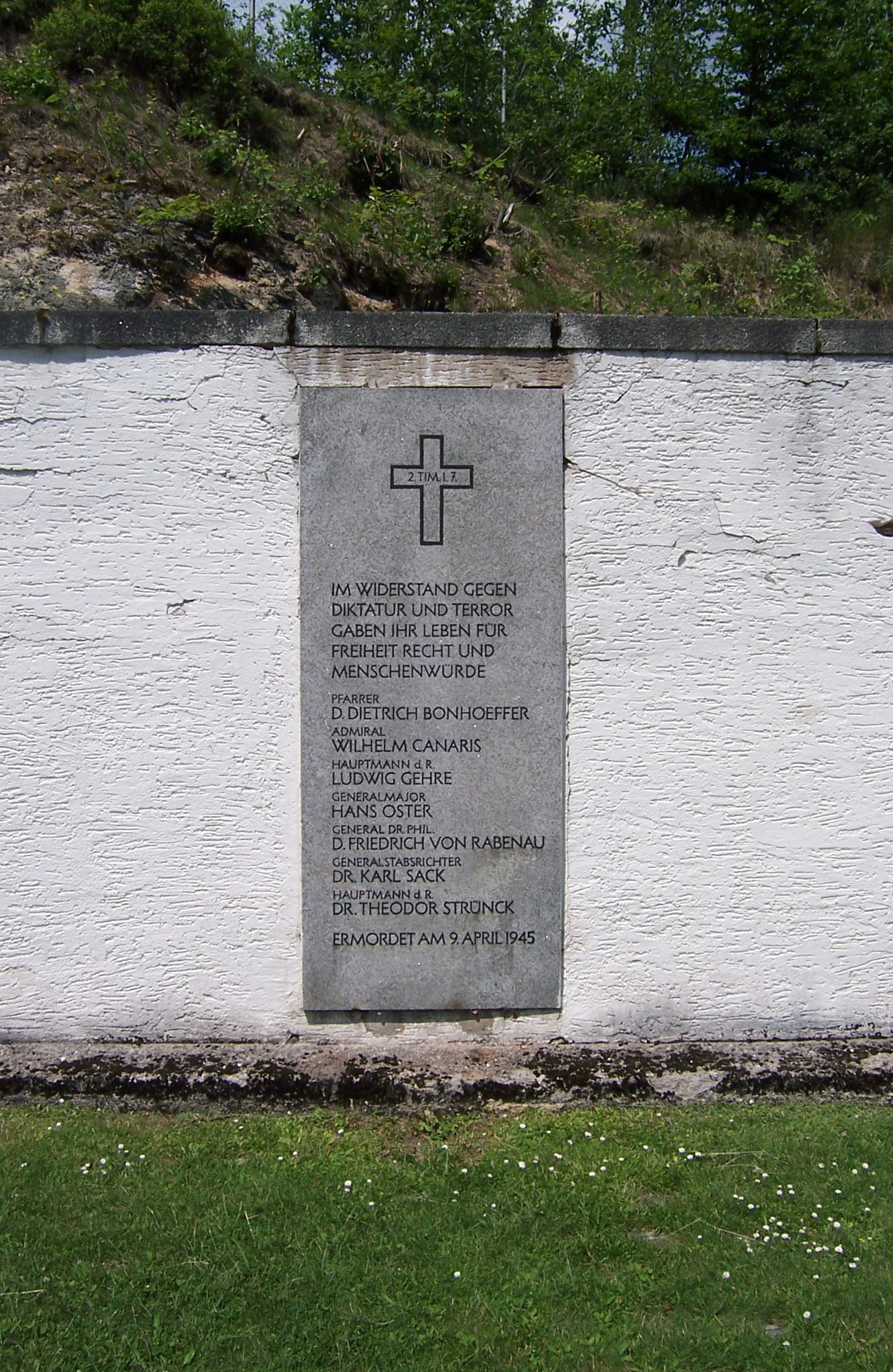
Campo de concentración de Flossenburg, Arrestblock-Hof: Memorial a los miembros de la resistencia ejecutados el 9 de abril de 1945.

- Die alte Armee und die junge Generation; Berlin:  Mittler, 1925.
- Operative Entschlüsse gegen einen an Zahl überlegenen Gegner; Berlin:  Mittler, 1935.
- Seeckt; Leipzig:  V. Hase & Koehler, 1938.
- Scharnhorst nach 1808 - Seeckt nach 1918; Berlin:  Landesgeschichtl. Vereinigg. f. d. Mark Brandenburg, 1939.
- Buch und Schwert; Leipzig:  Oberbürgermeister, 1940.
- Von Geist und Seele des Soldaten; Berlin:  Eher, 1940.
- Geistige und seelische Probleme im jetzigen Krieg; Berlin:  Eher, 1940.
- Vom Sinn des Soldatentums; Köln:  Du Mont Schauberg, 1941.
  - Hans von Seeckt. Aus seinem Leben 1866-1917.
  - Hans von Seeckt. Aus seinem Leben 1918-1936.

From Liste der auszusondernden Literatur (Berlin:  Zentralverlag, 1946), Deutsche Verwaltung für Volksbildung in der sowjetischen Besatzungszone